# Standaardtype Visvliet

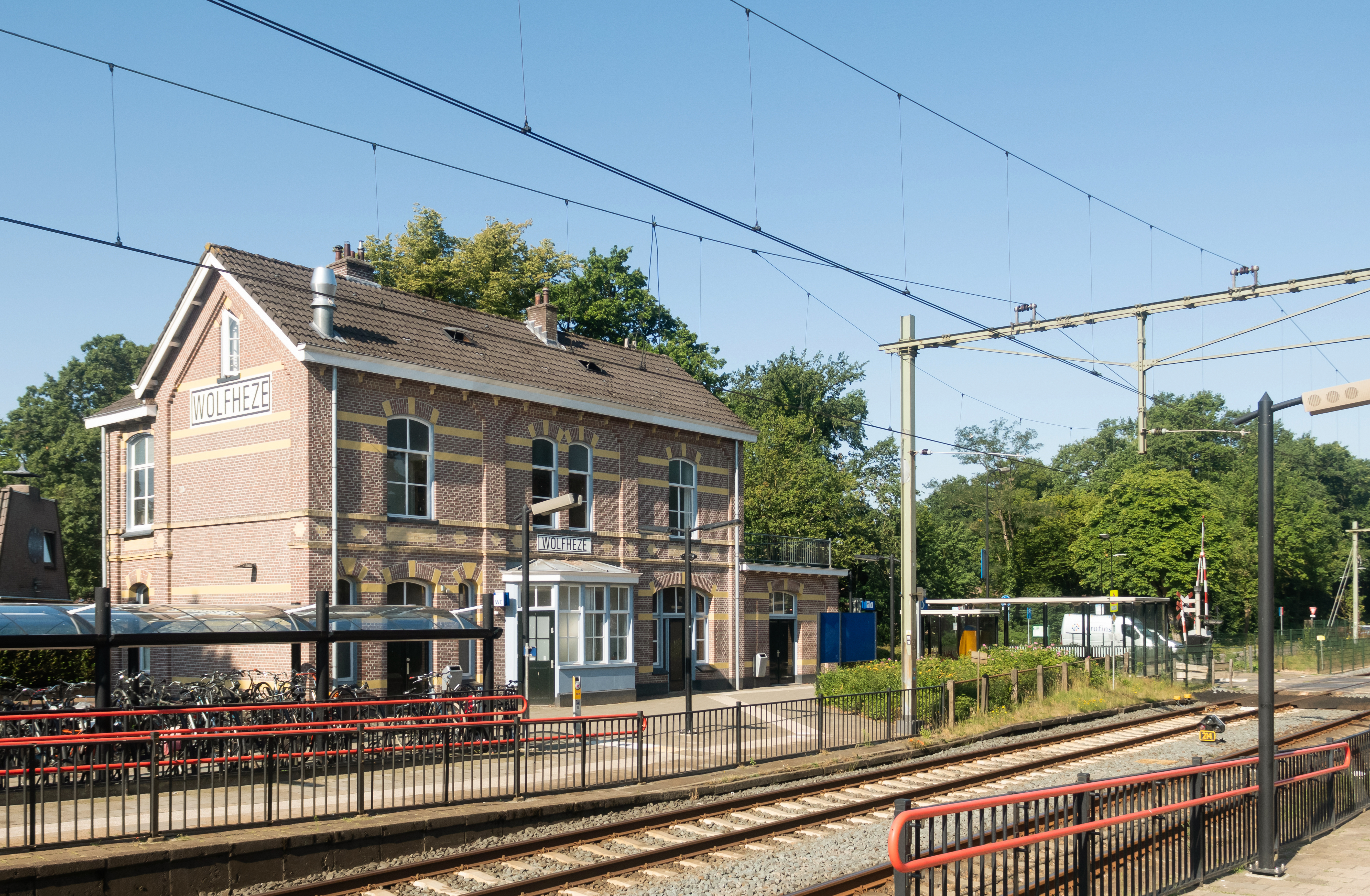
Station Wolfheze

Standaardtype Visvliet is een stationsontwerp dat vanaf 1890 tot en met 1903 gebruikt werd voor zes Nederlandse spoorwegstations. Van deze stations is alleen het gebouw van Station Wolfheze overgebleven. Hieronder een lijstje van deze stations.

## Lijst van stations van het type Visvliet
- Station Oudeschoot (1890), gesloopt in of voor 1970.
- Station Visvliet (1890), gesloopt in 1983.
- Station Sappemeer Oost (1891), gesloopt in 1973.
- Station Windesheim (1895), gesloopt in 1962.
- Station Wolfheze (1899), nog aanwezig.
- Station Kelpen (1903), gesloopt in 1963.

Douma (Beilen) · 
Eijs-Wittem ·
GLS ·
GOLS ·
Harmelen ·
Hemmen ·
HESM ·
KNLS ·
Loppersum ·
NCS ·
NFLS ·
NH ·
NOLS ·
Randstadspoorhalte ·
Sneek ·
Sextant ·
Staatsspoorwegen ·
Velsen-Zeeweg ·
Vierlingsbeek ·
Visvliet ·
Voorstadshalte ·
Woldjerspoor ·
WZ ·
ZB